# Jang Ri-ra
Jang Ri-Ra (4 de maio de 1969) é uma ex-handebolista sul-coreana. campeã olímpica.
Fez parte da geração de ouro sul-coreana, medalha de ouro, em Barcelona 1992.